# ターロック・コンヴェリー
ターロック・コンヴェリー（Turlough Convery）は北アイルランドの俳優。テレビシリーズ『サンディトン』や『キリング・イヴ/Killing Eve』シーズン3で知られる。

## 略歴
北アイルランド・ダウン県ホーリーウッドにあるロックポート・スクールとベルファストにある聖母マリア・聖パトリック・カレッジに通い、そこで多くの演劇賞を受賞したほか、ギルフォード演技学校ではミュージカル劇も学び、スティーヴン・ソンドハイム・ソサエティによる2013年度のスチューデント・パフォーマー・オブ・ザ・イヤー賞を受賞する。
卒業後はすぐにテレビシリーズ『フレッシュ・ミート』に出演、さらにその後すぐに人気テレビシリーズ『マイ・マッド・ファット・ダイアリー』に主要な役で出演している。

## 私生活
既婚者である。

## 主な出演作品

### 映画
- 静かなる情熱 エミリ・ディキンスン A Quiet Passion (2016)
- ドラゴンハート 〜新章:戦士の誕生〜 Dragonheart: Battle for the Heartfire (2017) ※ビデオ映画
- エジソンズ・ゲーム The Current War (2017)
- レディ・プレイヤー1 Ready Player One (2018)
- セイント・モード/狂信 Saint Maud (2019)
- ピクシー 復讐と逃亡 Pixie (2020)
- ベルファスト Belfast (2021)

### テレビ
- フレッシュ・ミート Fresh Meat (2013) ※シーズン3の第4話
- マイ・マッド・ファット・ダイアリー My Mad Fat Diary (2014 - 2015) ※シーズン2から3の計8エピソード
- 恋愛後遺症 Lovesick (2014, 2016) ※計2エピソード
- ブラック・ミラー Black Mirror (2014) ※スペシャル版「ホワイト・クリスマス（英語版）」
- RIVER リバー River (2015) ※全6話のミニシリーズ
- 風の勇士 ポルダーク Poldark (2016 - 2018) ※シーズン2から4まで計15エピソード
- レ・ミゼラブル Les Misérables (2019) ※全6話のミニシリーズの第4話から第6話まで
- サンディトン Sanditon (2019 -　)　※メインキャスト
- テンプル駅地下診療所のDr.ミルトン Temple (2019) ※シーズン1の計3エピソード
- キリング・イヴ/Killing Eve Killing Eve (2020) ※シーズン3の計7エピソード
- バイオハザード Resident Evil (2022) ※計4エピソード